# Dlouhý vrch (Ralská pahorkatina)
Dlouhý vrch (německý název Langeberg, 405 m n. m.) je neovulkanický vrch v okrese Česká Lípa Libereckého kraje, ležící asi 1,5 km severovýchodně od obce Provodín na stejnojmenném katastrálním území. Vrch je jihovýchodním členem skupiny Provodínských kamenů.

## Popis vrchu

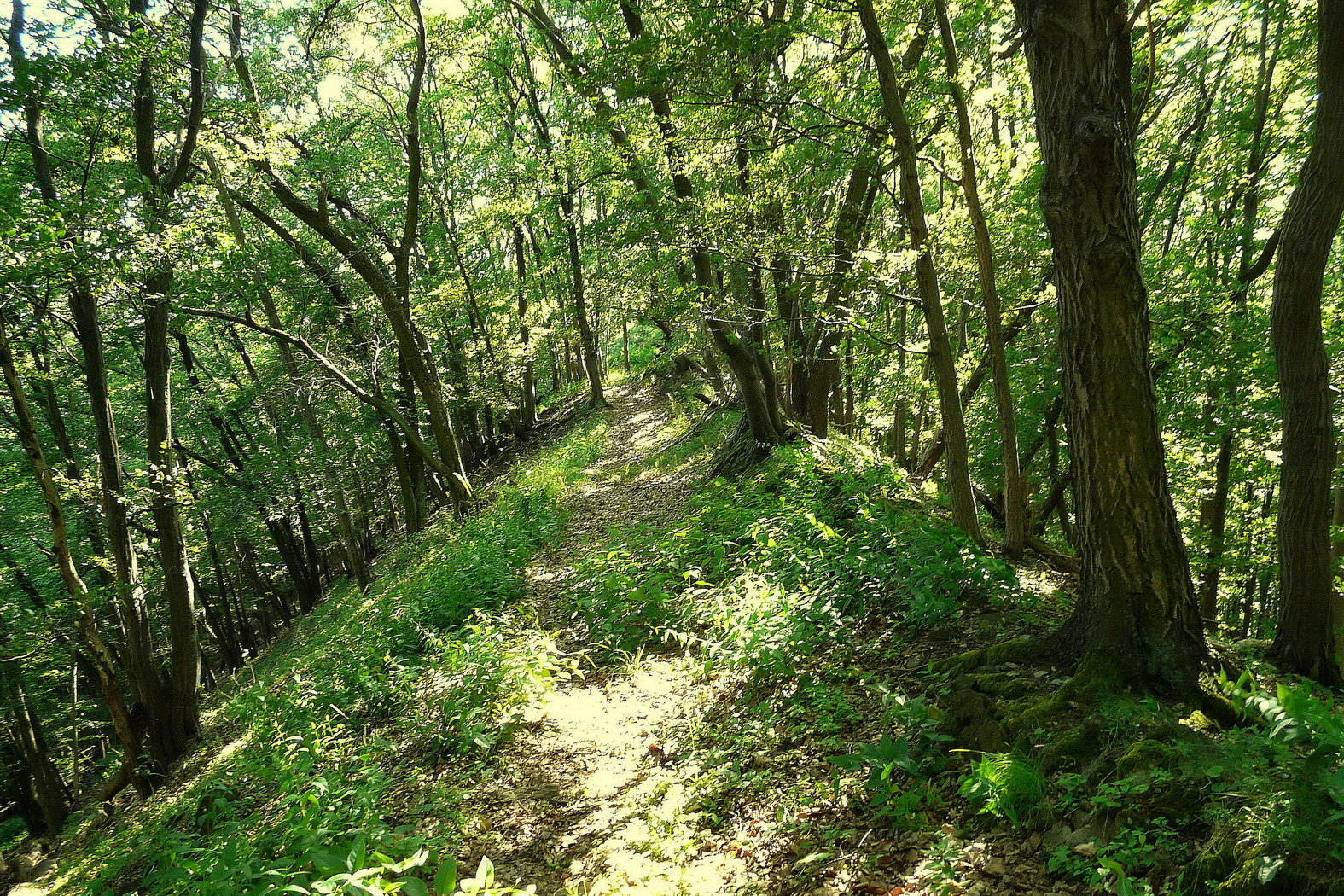
Vrcholový hřbet Dlouhého vrchu

Vrcholový hřbet je bez výhledu, ale ze svahů od hranice lesa jsou výhledy na ostatní Provodínské kameny a segmenty Ralské pahorkatiny, Českého středohoří a Lužických hor. Na rozdíl od sousední více známé Spící panně (419 m, dříve známé též jako Lysá skála), která je tvořena čedičovou horninou bazanit, je vrchol Dlouhého vrchu tvořen živcovým trachytem.

## Geomorfologické členění
Vrch náleží do celku Ralská pahorkatina, do podcelku Dokeská pahorkatina, do okrsku Provodínská pahorkatina a do podokrsku Provodínské kameny.

## Přístup
Automobilem i vlakem se dá přijet do Provodína, odtud pěšky k vrcholu. Vrch míjí zelená turistická stezka Hradčany – Provodín s odbočkou k Spící panně. Dříve vedla značená odbočka na vyhlídku „Nad salaší″ na severovýchodním okraji lesa, v současné době je vrch oficiálně nepřístupný, neboť leží uprostřed soukromých pozemků (pastvin).